# Illumination (décoration)
Pour les articles homonymes, voir Illumination.

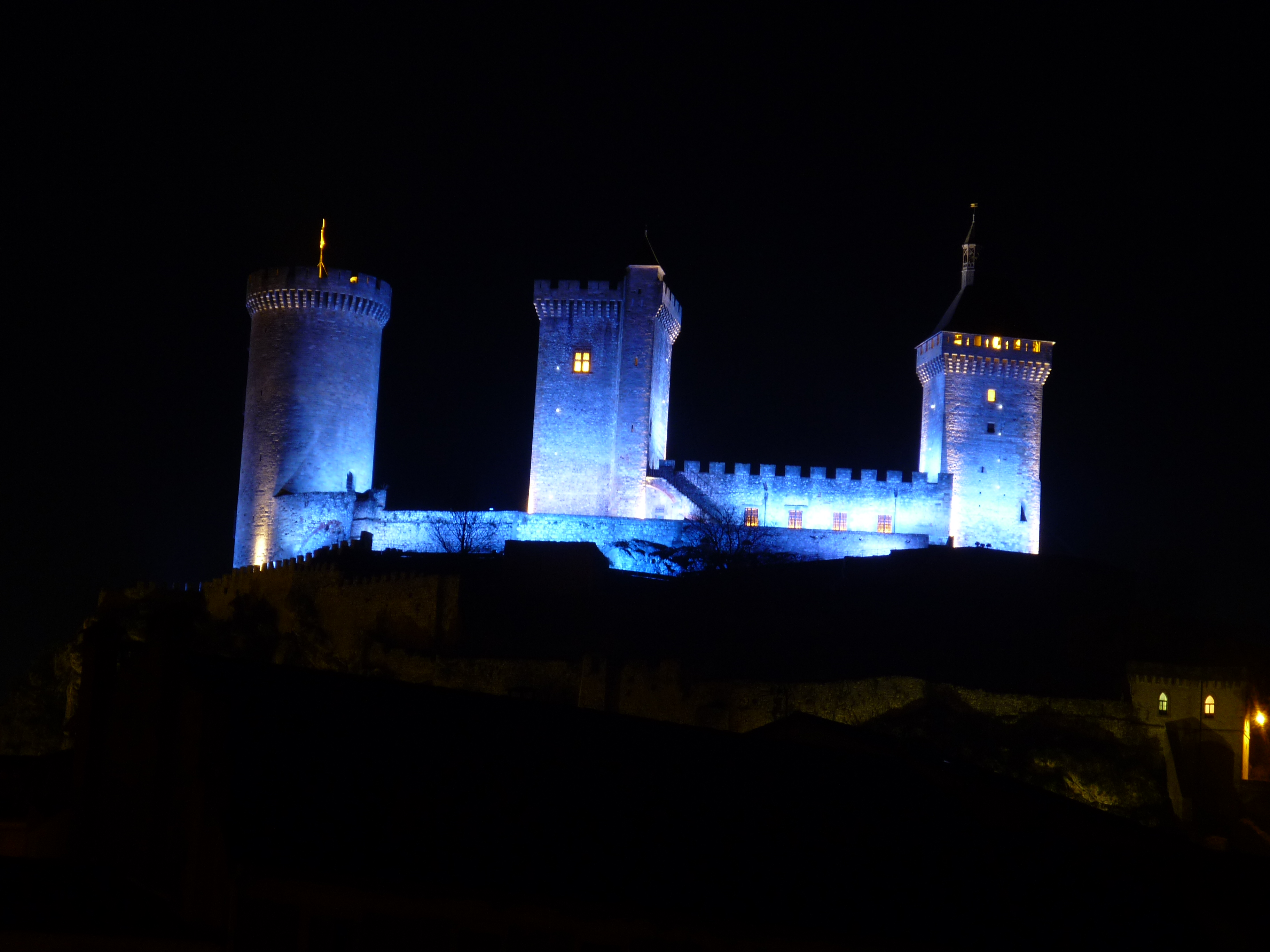
Château de Foix, fêtes de fin d'année

Une illumination ou une mise en lumière désigne l'éclairage extérieur d'un bâtiment à but décoratif. Par extension, le terme désigne également un événement qui consiste à éclairer les bâtiments d'un centre-ville en plaçant des lampions ou des bougies sur les appuis de fenêtre.

## Historique
Les illuminations sont le symbole de l'allégresse et des réjouissances dans les fêtes publiques dès l'Antiquité. Les Grecs et les Romains les nommaient « Lampadophories » et « Lamptéries » et les utilisaient lors des jeux séculaires. Pour cela, ils se servaient de torches de bois, coutume qui restera jusqu'au Moyen Âge.
Les lampions sont ensuite inventés. Ils sont une petite terrine emplie de suif munie d'une grosse mèche d'étoupe avant de devenir des verres de couleur, des lampions à huile avec mèche flottante.
Vers 1830, les illuminations se font au gaz incolore. Des tuyaux percés de petits trous envoient des flammèches. L'usage perdurera pour les bâtiments publics durant tout le XIXe siècle. Les illuminations de Paris telles aux Palais des Tuileries et au jardin des Tuileries ainsi qu'à l'avenue des Champs-Élysées et celles de la place de la Concorde, deviennent célèbres. Les plus importantes illuminations de la Capitale ont lieu lors du mariage de Napoléon Ier avec Marie-Louise. L'ensemble des ponts furent ainsi illuminés outre les monuments.

## Illuminations de Lyon
Les Illuminations à Lyon remontent à 1852, se déroulent chaque 8 décembre et, selon la tradition, sont liées à l'inauguration d'une statue de la Vierge Marie. Elles font maintenant partie d'un événement plus large, la fête des lumières.

## Kaarsjesavond de Gouda

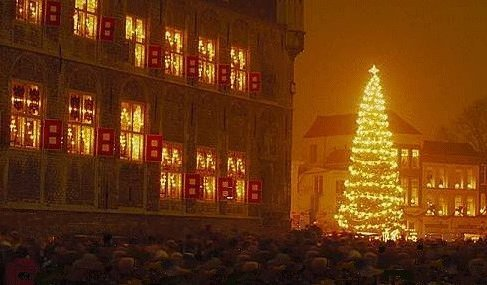
Kaarsjesavond de Gouda.

Kaarsjesavond (soirée des bougies) est une tradition de Gouda, aux Pays-Bas, qui se déroule le second jeudi de décembre depuis 1955.
A 19h30, le maire illumine l'arbre de Noël lors d'une cérémonie marquant le début de l'illumination du centre-ville. L'éclairage public et des magasins est éteint pour ajouter à l'effet. Des Chorales plus ou moins spontanées reprennent des chants de Noël.
L'événement est accompagné d'autres festivités dans les églises, les musées et dans les environs.
L'arbre de Noël d'environ 20 mètres est un cadeau de Kongsberg, (Norvège), jumelée avec Gouda.

## Lichtjesavond de Delft
Un événement similaire se déroule à Delft, aux Pays-Bas le Lichtjesavond (soirée de la lumière).

## Illuminations deSaint-Pierre de Rome
Les illuminations de la Basilique et du dôme de Saint-Pierre de Rome ont lieu tous les ans la veille et le jour de la Saint Pierre ainsi qu'à l'élection de chaque nouveau pape et se composent de 4 400 lanternes de couleur dans la deuxième moitié du XIXe siècle.